# Bhupendra Niraula
Bhupendra Niraula (geb. 1981) ist ein nepalesischer Schachspieler. Seit 2014 trägt er den Titel eines FIDE-Instructors und seit 2015 den FIDE-Titel eines Candidate Masters (CM).
Den CM-Titel erhielt er bei einem Zonenturnier 2015. Niraula gewann die vom nepalesischen Schachverband ausgerichtete 19. nationale Einzelmeisterschaft im Jahre 2016 mit 7,0 von 9 Punkten. Bei der Schacholympiade 2016 in Baku vertrat er sein Land erstmals beim bedeutendsten Schach-Mannschaftsturnier.
Seine Elo-Zahl beträgt 1994 (Stand: Januar 2018), er liegt damit auf dem zwölften Platz der nepalesischen Elo-Rangliste. Seine höchste Elo-Zahl betrug 2071 im Juni 2016.